# Hexacentrus pusillus
Hexacentrus pusillus är en insektsart som beskrevs av Ludwig Redtenbacher 1891. Hexacentrus pusillus ingår i släktet Hexacentrus och familjen vårtbitare. Inga underarter finns listade i Catalogue of Life.